# آینه جادویی (سفیدبرفی)

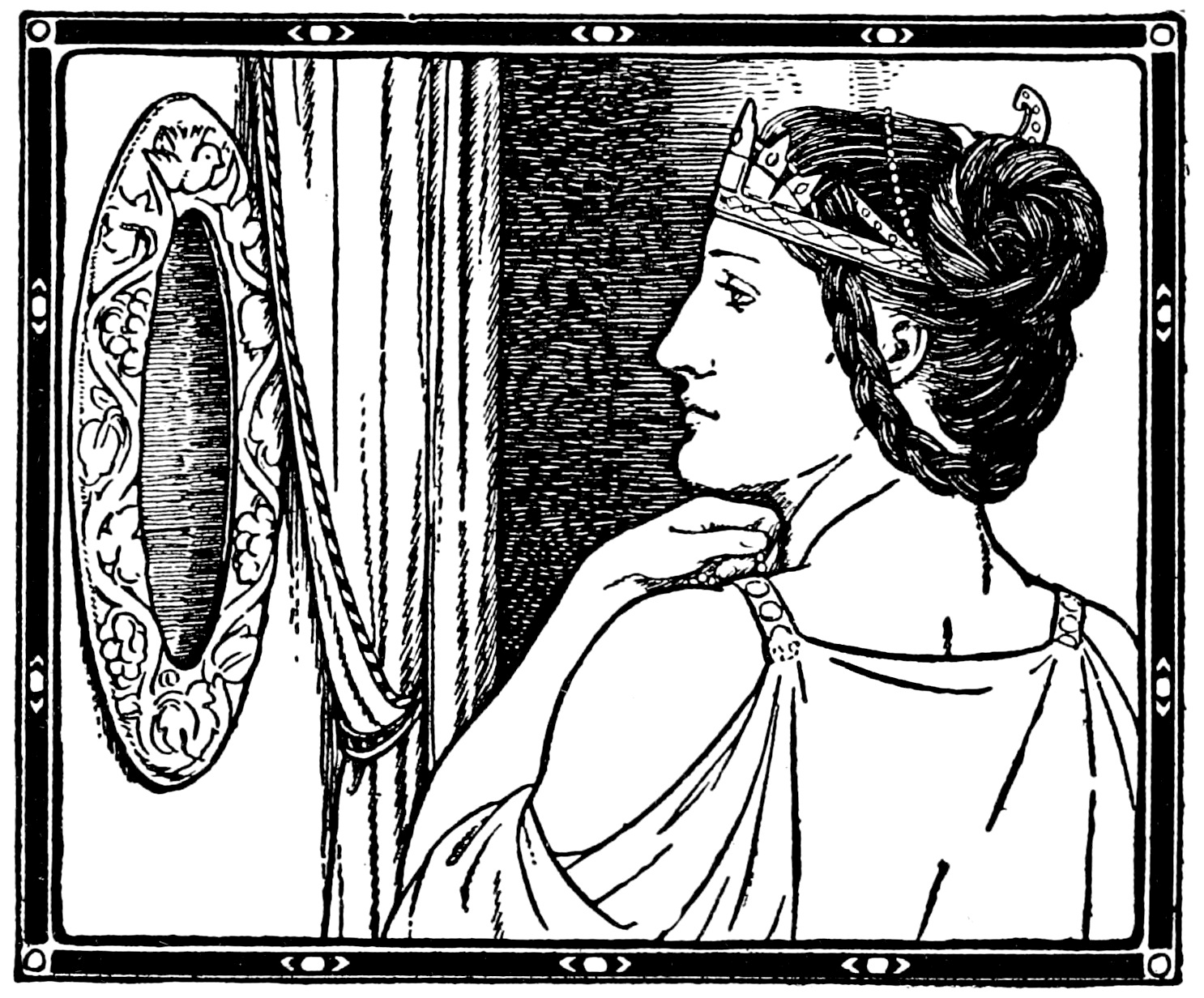
ملکه شیطان در مقابل آینه. تصویر توسط جان باتن برای کتاب پری اروپا اثر جوزف جیکوبز (۱۹۱۶).

آینه جادویی (انگلیسی: Magic Mirror) یک شی عرفانی است که در داستان سفیدبرفی به‌صورت آینه دستی یا آینه دیواری به‌تصویر کشیده شده است.